# 大久保忠寿
大久保 忠寿（おおくぼ ただひさ）は、江戸時代後期の下野国烏山藩の世嗣。官位は山城守、伊豆守。

## 略歴
6代藩主・大久保忠保の長男として誕生。正室は井上正瀧の娘。
烏山藩嫡子だったが、弘化2年（1845年）2月に廃嫡された。代わって弟・忠美が嫡子となった。